# 23 януари
23 януари е 23-тият ден в годината според григорианския календар. Остават 342 дни до края на годината (343 през високосна година).

## Събития
- 393 г. – Римският император Теодосий I провъзгласява 9-годишния си син Хонорий за съимператор.
- 1482 г. – Излиза първото печатно издание на Петокнижието.
- 1556 г. – При най-смъртоносното земетресение в историята, в провинция Шенси, Китай, загиват 820 хил. души.
- 1558 г. – Руските войски нападат Ливония, което е начало на Ливонската война, целяща контрол на Русия над днешната територия на Естония и Латвия.
- 1579 г. – Подписана е Утрехтската уния, поставила основите на новата държава Нидерландия.
- 1849 г. – Елизабет Блекуел се дипломира в Медицинския колеж в Дженива и става първата американка лекар.
- 1899 г. – Емилио Аквиналдо става първи президент на Филипините.
- 1904 г. – Приет е Закон за университета, който преобразува Висшето училище в София в Български университет „Братя Евлоги и Христо Георгиеви от Карлово“ (дн. Софийски университет „Св. Климент Охридски“).
- 1928 г. – Професор Михаил Арнаудов издига кандидатурата на драматурга Иван Грозев за Нобелова награда за литература през 1929 г.
- 1943 г. – Втората световна война: Британски войски успяват да завладеят Триполи от Нацистка Германия.
- 1950 г. – Ерусалим е провъзгласен за столица на новосъздадената държава Израел.
- 1953 г. – Екзекутиран е Йосиф Тончев – католически свещеник, осъден за противонародна дейност от комунистическия режим в България.
- 1978 г. – Швеция става първата държава в света, която забранява аерозолните опаковки, като мярка за съхранение на озоновия слой.
- 1997 г. – Мадлин Олбрайт става първата жена, заела поста държавен секретар на САЩ.
- 2001 г. – Седем души опитват да се самозапалят на площад Тянанмън (Китай) в навечерието на китайската Нова година, което мнозина считат за постановка на Китайската комунистическа партия с цел да се засилят гоненията срещу Фалун Гонг.
- 2006 г. – При железопътна катастрофа в Черна гора, недалеч от Подгорица, загиват 40 пътници.

## Родени
- 1688 г. – Улрика Елеонора, кралица на Швеция († 1741 г.)
- 1752 г. – Муцио Клементи, британски музикант от италиански произход († 1832 г.)
- 1783 г. – Стендал, френски писател († 1842 г.)
- 1794 г. – Едуард Фридрих Еверсман, германски зоолог († 1860 г.)
- 1832 г. – Едуар Мане, френски художник († 1883 г.)
- 1840 г. – Ернст Карл Абе, германски физик († 1905 г.)
- 1857 г. – Андрия Мохоровичич, хърватски сеизмолог († 1936 г.)
- 1862 г. – Давид Хилберт, германски математик († 1943 г.)
- 1876 г. – Ото Дилс, германски химик, Нобелов лауреат през 1950 г. († 1954 г.)
- 1891 г. – Антонио Грамши, италиански писател и политик († 1937 г.)
- 1898 г. – Сергей Айзенщайн, съветски режисьор († 1948 г.)
- 1900 г. – Адамантиос Диамантис, кипърски художник (†1994 г.)
- 1903 г. – Григорий Александров, съветски режисьор († 1983 г.)
- 1905 г. – Константи Илдефонс Галчински, полски поет († 1953 г.)
- 1907 г. – Хидеки Юкава, японски физик, Нобелов лауреат през 1949 г. († 1981 г.)
- 1910 г. – Джанго Райнхарт, белгийски музикант († 1953 г.)
- 1915 г. – Артър Люис, американски икономист, Нобелов лауреат през 1979 г. († 1991 г.)
- 1921 г. – Тодор Попов, български композитор († 2000 г.)
- 1927 г. – Давид Попов, български футболист († 2011 г.)
- 1928 г. – Жана Моро, френска актриса и режисьор († 2017 г.)
- 1930 г. – Дерек Уолкът, поет от Сейнт Лусия, Нобелов лауреат през 1992 († 2017 г.)
- 1938 г. – Георг Базелиц, германски художник
- 1944 г. – Рютгер Хауер, нидерландски актьор († 2019 г.)
- 1945 г. – Тито Петковски, македонски политик
- 1946 г. – Борис Березовски, руски предприемач († 2013 г.)
- 1947 г. – Адела Пеева, българска режисьорка
- 1950 г. – Ричард Андерсън, американски актьор и режисьор
- 1954 г. – Сава Пиперов, български актьор
- 1964 г. – Маришка Харгитай, американска актриса
- 1964 г. – Денис Ризов, български музикант и продуцент
- 1967 г. – Наим Сюлейманоглу, турски тежкоатлет, роден в България († 2017 г.)
- 1968 г. – Петр Корда, чешки тенисист
- 1971 г. – Йордан Ефтимов, български поет и литературовед
- 1975 г. – Даниел Христов, български футболист
- 1976 г. – Светлан Кондев, български футболист
- 1984 г. – Ариен Робен, нидерландски футболист
- 1984 г. – Владимир Левин, азербайджански футболист
- 1987 г. – Александер Баумйохан, германски футболист
- 1987 г. – Андреа, българска попфолк певица
- 1987 г. – Владислав Мирчев, български футболист

## Починали
- 1002 г. – Ото III, император на Свещената римска империя (* 980 г.)
- 1744 г. – Джамбатиста Вико, италиански философ (* 1668 г.)
- 1785 г. – Матю Стюарт, шотландски математик (* 1717 г.)
- 1789 г. – Джон Клеланд, английски писател (* 1709 г.)
- 1806 г. – Уилям Пит-младши, министър-председател на Обединеното кралство (* 1759 г.)
- 1837 г. – Джон Филд, ирландски композитор (* 1782 г.)
- 1875 г. – Чарлз Кингсли, британски писател (* 1819 г.)
- 1883 г. – Гюстав Доре, френски илюстратор (* 1832 г.)
- 1902 г. – Иван Мушкетов, руски изследовател (* 1850 г.)
- 1908 г. – Едуард Макдауъл, американски композитор (* 1860 г.)
- 1926 г. – Йордан Цицонков, български революционер (* 1903 г.)
- 1931 г. – Анна Павлова, руска балерина (* 1881 г.)
- 1939 г. – Матиас Зинделар, австрийски футболист (* 1903 г.)
- 1941 г. – Добри Христов, български композитор (* 1875 г.)
- 1944 г. – Едвард Мунк, норвежки художник (* 1863 г.)
- 1944 г. – Михаил Маджаров, български дипломат (* 1854 г.)
- 1950 г. – Васил Коларов, министър-председател на България (* 1877 г.)
- 1958 г. – Илия Бешков, български художник (* 1901 г.)
- 1963 г. – Юзеф Гославски, полски скулптор (* 1908 г.)
- 1980 г. – Ернст Оцвирк, австрийски футболист (* 1926 г.)
- 1981 г. – Роман Руденко, съветски офицер (* 1907 г.)
- 1981 г. – Самюъл Барбър, американски композитор (* 1910 г.)
- 1986 г. – Йозеф Бойс, германски художник (* 1921 г.)
- 1988 г. – Банчо Банчевски, български певец (баритон) (* 1906 г.)
- 1989 г. – Салвадор Дали, испански художник (* 1904 г.)
- 1993 г. – Кийт Лаумър, американски писател (* 1925 г.)
- 1994 г. – Николай Огарков, съветски маршал (* 1917 г.)
- 1998 г. – Фридрих Йозиас Сакскобургготски, германски благородник (* 1918 г.)
- 2001 г. – Недко Недев, български футболист (* 1920 г.)
- 2005 г. – Иван Динков, български писател (* 1932 г.)
- 2006 г. – Дамян Заберски, български художник (* 1929 г.)
- 2007 г. – Ришард Капушчински, полски журналист (* 1932 г.)
- 2015 г. – Абдула бин Абдул Азис, крал на Саудитска Арабия (* 1924 г.)

## Празници
- Тайван и Южна Корея – Световен ден на свободата
- Острови Питкерн – Ден на Баунти (в памет на изгарянето на кораба „Баунти“ през 1790 г.)